# Бермудес Валерій Луїсович
Валерій Луїсович Бермудес (нар. 8 січня 1952, Суми, УРСР) — радянський футболіст та український тренер іспанського походження.

## Кар'єра гравця
Футбольну кар'єру розпочав у сумському «Фрунзенці» (С). Потім виступав у військових командах СКА (Київ), «Амур» (Благовєщенськ) та «СКА-Хабаровськ».

## Кар'єра тренера
До завершенні кар'єри гравця розпочав тренерську діяльність. Спочатку допомагав Михайлу Фоменку тренувати сумський «Автомобіліст», в у весняній частині сезону 1992/93 років самостійно тренував «Автомобіліст». У серпні 1995 року працював головним тренером крансопільського «Явора». З весни 1996 року по літо 1997 року працював головним тренером «Віктору» (Запоріжжя). З липня 1999 по квітень 2000 року тренував «Явір-Суми», а з серпня 2000 по квітень 2001 року — «Фрунзенець-Ліга-99» (Суми). У 2001—2002 роках допомагав тренувати харківський «Металіст». У 2003—2004 роках керував іншим сумським клубом, «Спатрак-Горобина», після чого прийняв пропозицію приєднатися до тренерського штабу сімферопольської «Таврії» на посаду тренера-селекціонера. У вересні 2008 року залишив кримський клуб. Наприкінці березня 2009 року зайняв посаду головного тренера «Сум». 16 липня 2010 року на тренерському містку сумського клубу Бермудеса замінив Ігор Жабченко, а вже 5 серпня 2010 року підписав новий контракт з «Шахтарем» (Свердловськ). У середині червня 2012 року звільнений з займаної посади. З 2013 року працює тренером у футбольному центрі «Барса».